# Gantelet

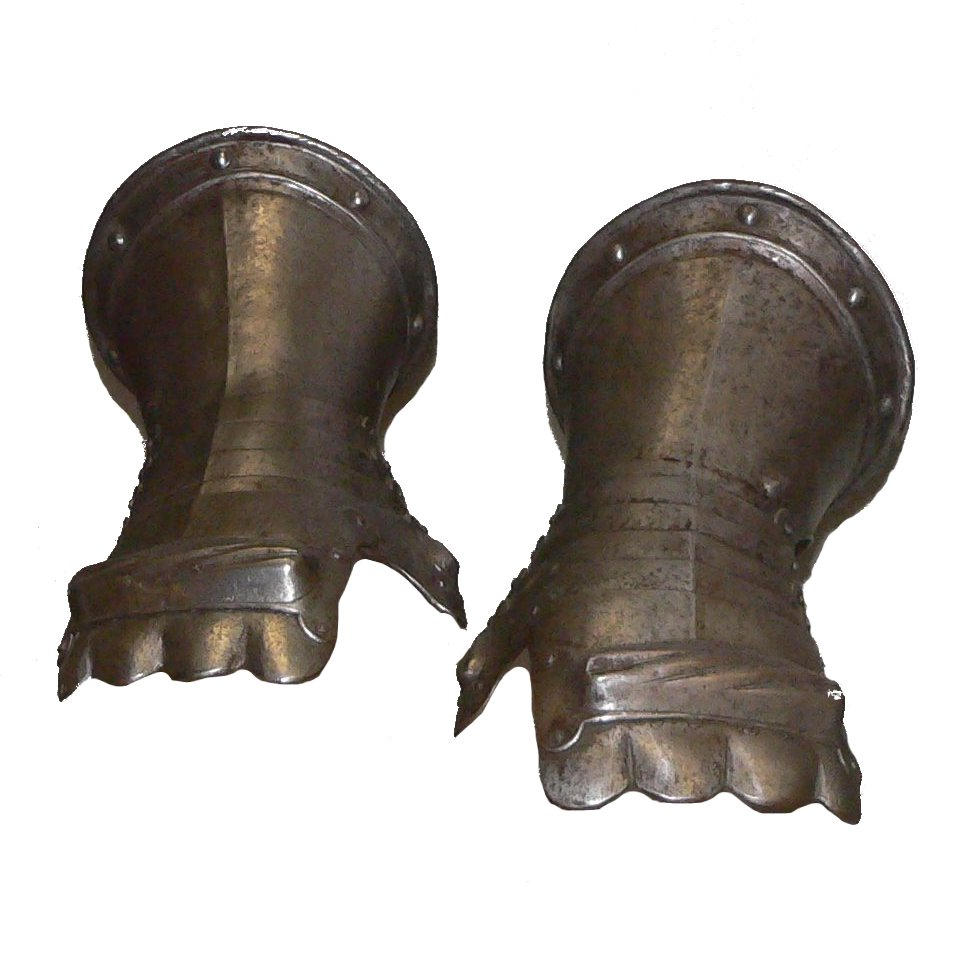
Paire de gantelets, Allemagne, fin du XVIe siècle

Un gantelet est le nom donné à différents styles de gants. En général, un gantelet couvre le poignet, la main, les doigts et les avant-bras. Il est utilisé à l'occasion par les papes et les autres évêques et est parfois appelé miton, gagne-pain ou main de fer.

## Description
Les gants de peau paraissent avoir été employés dès l'époque carolingienne avec l'habillement de guerre. Ils étaient là pour protéger les mains, les doigts, l'avant-bras et le poignet. On ajouta ensuite une protection métallique. Dans ces sortes de gants en métal, le dessous de la main était libre pour faciliter le maniement des outils comme les épées, les boucliers, les haches...
Les premiers gantelets armés tiennent au vêtement de mailles, en forme de sac de la manche. Le pouce seul est détaché. Sous le gantelet du haubert, le guerrier portait des gants de peau pour que les mailles ne puissent abîmer la main. Cette défense de la main apparait vers le milieu du XIIe siècle. 

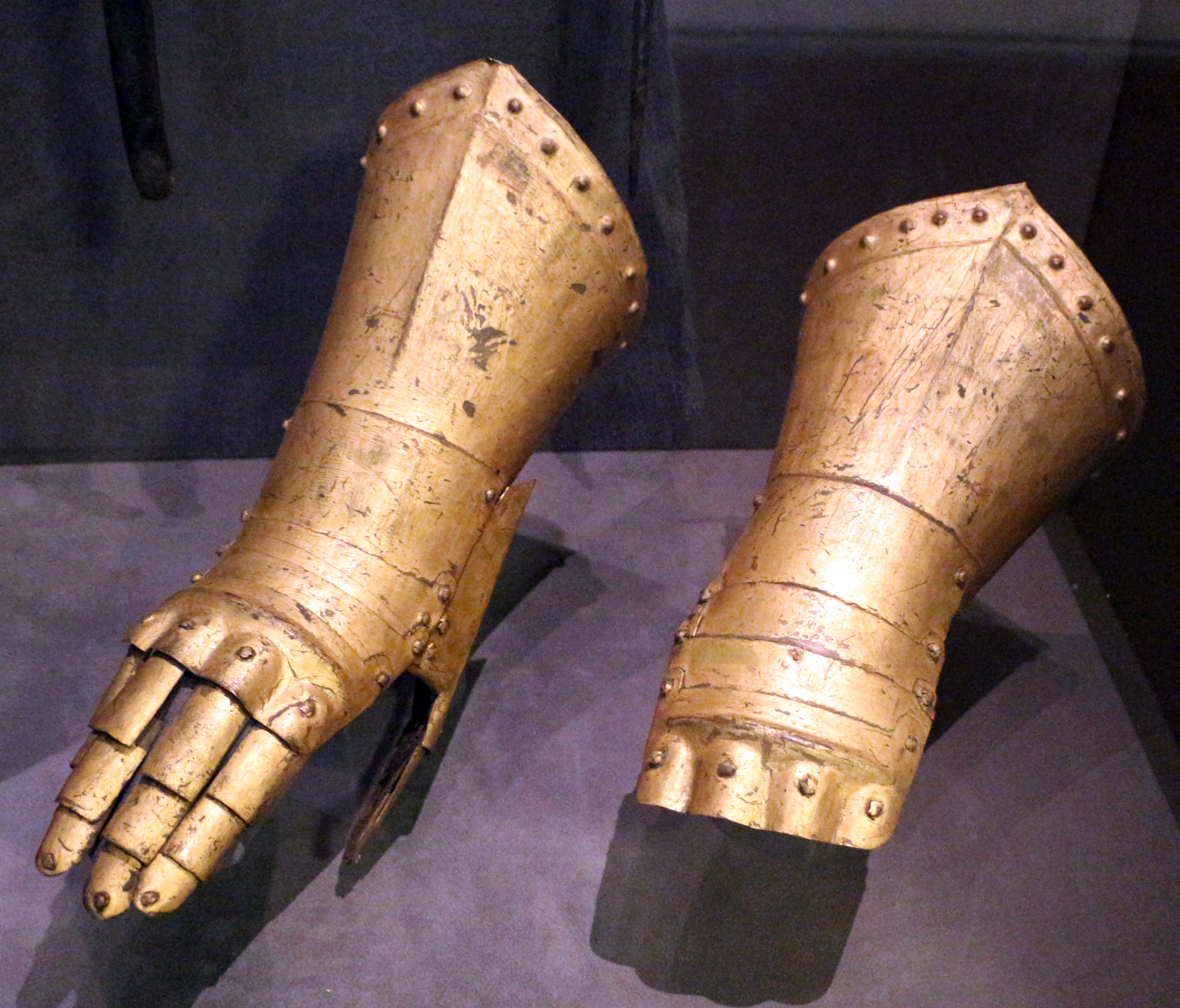
Gantelets avec doigts articulés

Plus tard, pour pouvoir sortir la main sans devoir enlever le haubert, une fente est pratiquée dans le haubert. Mais la main étant alors sans protection, on la recouvre de cuir de daim ou de cerf avec une rondelle de fer cousue sur le dos de la main et sur l'articulation du pouce, puis par des gants recouverts de mailles boutonnées au haubert de sorte qu'on puisse les retirer facilement. 
Au cours du XIVe siècle, on cherche à accroître la protection de la main avec des plates métalliques en laissant une flexibilité aux doigts et avec des manchettes évasées pour permettre d'insérer la main. Les gantelets continueront d'être perfectionnés jusqu'à la fin du siècle.